# Ahmed bin Alistadion
Het Ahmed bin Alistadion (Arabisch: ملعب أحمد بن علي), ook bekend als Al Rayyanstadion, is een multifunctioneel stadion in Ar Rayyan, Qatar.
In het stadion is plaats voor 21.282 toeschouwers en is geopend in 2003.

## Renovaties
In 2014-2015 werd het stadion voor een deel afgebroken om te kunnen worden gebruikt voor het Wereldkampioenschap voetbal 2022. Dat toernooi zal van 21 november tot en met 18 december 2022 in Qatar worden georganiseerd. Vanaf 2016 is begonnen met de bouw van het 'nieuwe' stadion. In 2019 moesten deze werkzaamheden klaar zijn., maar uiteindelijk werd het stadion heropend in 2020. Op 18 december 2020 vond de opening plaats. Bij deze opening waren onder andere Sjeik Tamim bin Hamad Al Thani en voorzitter van de FIFA Gianni Infantino. De opening vond plaats op de nationale feestdag in Qatar.
De bedoeling is dat het aantal toeschouwers dan verhoogd is naar 45.000. Als het toernooi ten einde is zal een deel hiervan worden afgestaan aan ontwikkelingslanden. Het toeschouwersaantal wordt dan ook weer teruggebracht tot ongeveer 20.000.

## Gebruik
Het stadion wordt vooral gebruikt voor voetbalwedstrijden, de voetbalclubs Al-Rayyan en Al Kharaitiyat SC maken gebruik van dit stadion. In 2021 vonden er wedstrijden plaats op het wereldkampioenschap voetbal voor clubs van 2020 plaats. Er werden vier wedstrijden gespeeld.

### Wereldkampioenschap voetbal 2022
| Datum            | Tijd (UTC+3) | Thuisteam        | Uitslag | Uitteam    | Fase           | Toeschouwers | Onderling resultaat |
| ---------------- | ------------ | ---------------- | ------- | ---------- | -------------- | ------------ | ------------------- |
| 21 november 2022 | 22:00        | Verenigde Staten | 1–1     | Wales      | Groepsfase     | 43.418       | onderling resultaat |
| 23 november 2022 | 22:00        | België           | 1–0     | Canada     | Groepsfase     | 40.432       | onderling resultaat |
| 25 november 2022 | 13:00        | Wales            | 0–2     | Iran       | Groepsfase     | 40.875       | onderling resultaat |
| 27 november 2022 | 13:00        | Japan            | 0–1     | Costa Rica | Groepsfase     | 41.479       | onderling resultaat |
| 29 november 2022 | 22:00        | Wales            | 0–3     | Engeland   | Groepsfase     | 44.297       | onderling resultaat |
| 1 december 2022  | 18:00        | Kroatië          | 0–0     | België     | Groepsfase     | 43.984       | onderling resultaat |
| 3 december 2022  | 22:00        | Argentinië       | 2–1     | Australië  | Achtste finale | 45.032       | onderling resultaat |

### Aziatisch kampioenschap voetbal 2023
Tijdens het Aziatisch kampioenschap voetbal worden er zeven wedstrijden in dit stadion gespeeld, vier groepswedstrijden, een achtste finale, een kwartfinale en een halve finale.
| Datum           | Tijd  | Thuisteam    | Uitslag | Uitteam                      | Competitie     | Toeschouwers | Onderlingsresultaat |
| --------------- | ----- | ------------ | ------- | ---------------------------- | -------------- | ------------ | ------------------- |
| 13 januari 2024 | 14:30 | Australië    | 2–0     | India                        | Groepsfase     | 35.253       | onderling resultaat |
| 15 januari 2024 | 17:30 | Indonesië    | 1–3     | Irak                         | Groepsfase     | 16.532       | onderling resultaat |
| 18 januari 2024 | 17:30 | India        | 0–3     | Oezbekistan                  | Groepsfase     | 38.491       | onderling resultaat |
| 21 januari 2024 | 20:30 | Kirgizië     | 0–2     | Saoedi-Arabië                | Groepsfase     | 39.557       | onderling resultaat |
| 28 januari 2024 | 19:00 | Tadzjikistan | 1–1     | Verenigde Arabische Emiraten | Achtste finale | 33.584       | onderling resultaat |
| 2 februari 2024 | 14:30 | Tadzjikistan | 0–1     | Jordanië                     | Kwartfinale    | 35.530       | onderling resultaat |
| 6 februari 2024 | 18:00 | Jordanië     | 2–0     | Zuid-Korea                   | Halve finale   | 42.850       | onderling resultaat |

## Afbeeldingen

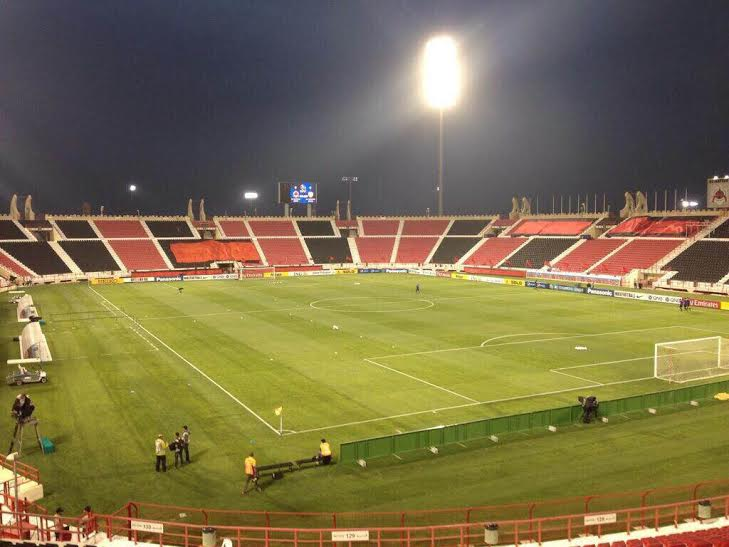
Het oude stadion, geopend in 2003.
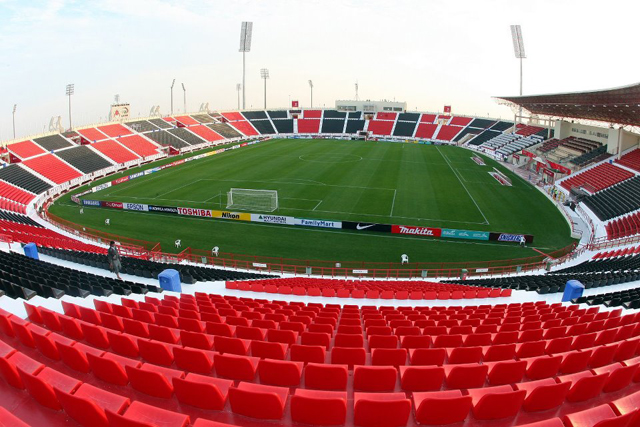
Het oude stadion, foto uit 2016

Lusailstadion (Lusail) · Al Baytstadion (Al Khawr) · Al Thumamastadion (Doha) · Stadion 974 (Doha) · Al Janoubstadion (Al Wakrah) · Education Citystadion (Al Rayyan) · Khalifastadion (Al Rayyan) · Al Rayyanstadion (Al Rayyan)